# Helvetica (Film)
Helvetica ist ein Dokumentarfilm über Typographie und Grafikdesign, erzählt anhand der Schriftart Helvetica. Im März 2007 wurde der Film zum 50-jährigen Jubiläum der Schrift auf dem South by Southwest Filmfestival uraufgeführt. Regisseur ist der unabhängige Filmemacher Gary Hustwit. 
Der Film erzählt die Geschichte, Verbreitung und Anwendung der Schrift. Dabei werden Interviews mit bekannten Designern und Typografen wie Erik Spiekermann, Hermann Zapf, Neville Brody, Massimo Vignelli und Stefan Sagmeister eingestreut. Die Dokumentation will zeigen, wie allgegenwärtig die Helvetica in unserem Leben ist. Die deutsche Erstaufführung fand 2007 auf der TYPO Berlin, der größten regelmäßigen Designkonferenz Europas, statt.
Eine TV-Adaption des Films wurde im November 2007 in England auf BBC One ausgestrahlt. In den USA wurde die Dokumentation im Januar 2009 auf PBS gesendet.
Im Jahr 2008 wurde Helvetica für den Independent Spirit Award sowie den Chlotrudis Award nominiert.
Der Film wurde im November 2007 auf DVD und später auf Blu-ray Disc veröffentlicht.